# RailCombi
RailCombi AS war ein norwegisches Eisenbahnverkehrsunternehmen. Es führte den Terminalbetrieb in Norwegen durch und war eine Tochtergesellschaft von CargoNet. Diese Tochtergesellschaft wurde 2020 mit CargoNet AS zusammengeführt.

## Aufgaben
Güterterminals von CargoNet für den Umschlag von Wechselbehältern befinden sich in Narvik, Bodø, Fauske, Mo i Rana, Trondheim, Oslo-Alnabru, Bergen, Ganddal und Kristiansand, wo sich (meist) Häfen befinden. Dazu werden in anderen Terminals Dienstleistungen für andere Eisenbahnunternehmen erbracht.
Der Rangierbahnhof Oslo-Alnabru östlich von Oslo Sentralstasjon ist das Hauptterminal.

## Zugförderung
Für die Zugförderung stehen mittelschwere Schienentraktoren der Baureihe RC Skd 224 zur Verfügung. Sie wurden ab 1978/79 von Norges Statsbaner (deutsch Norwegische Staatsbahnen) in Norwegen eingesetzt. Die von Gmeinder in Deutschland hergestellten Kleinlokomotiven wurden 1996 bei der Aufteilung der NSB an NSB Gods abgegeben und 2002 an CargoNet übertragen. Sie sind seit dem 1. Juni 2013 im Bestand von RailCombi.
Mit dem gleichen Termin übernahm RailCombi zwölf Rangierlokomotiven der Baureihe RC Skd 226, die zwischen 1971 und 1973 von Kalmar Verkstad für Statens Järnvägar in Schweden gebaut wurden und die von NSB ab 2000 als Ersatz für die Baureihe Di 2 in Schweden erworben wurden.